# Werfer-Regiment 53
Vous pouvez aider à l'améliorer ou bien discuter des problèmes sur sa page de discussion.
- Il ne cite pas suffisamment ses sources. Vous pouvez indiquer les passages à sourcer avec {{référence nécessaire}} ou {{Référence souhaitée}}, et inclure les références utiles en les liant aux notes de bas de page. (Marqué depuis mai 2025)
- Il est orphelin : moins de trois articles lui sont liés. Aidez à ajouter des liens en plaçant le code [[Werfer-Regiment 53]] dans les articles relatifs au sujet. (Marqué depuis mai 2025)

- Archive Wikiwix
- Bing
- Cairn
- DuckDuckGo
- E. Universalis
- Gallica
- Google
- G. Books
- G. News
- G. Scholar
- Persée
- Qwant
- (zh) Baidu
- (ru) Yandex
- (wd) trouver des œuvres sur Wikidata

Le Werfer-Regiment 53 était un régiment lourd autonome allemand de lance-roquettes au cours de la Seconde Guerre mondiale qui met en œuvre des Nebelwerfer.

## Historique
Un premier Werfer-Regiment 53 est mis sur pied le 10 février 1941. Il combat sur le Front de l'Est et participe à la bataille de Stalingrad où il est détruit.
Le Werfer-Regiment 53 est reconstitué le 11 mars 1943.

### Articles
- Alain Verwicht, Panzer-Armeeoberkommando 4 : Nebeltruppen, in Panzer voran ! n°34, à compte d'auteur, 2007